# Capital économique (finance)
Pour les articles homonymes, voir Capital économique.
En finance, le capital économique représente le montant de capitaux propres qu'une société estime devoir détenir pour couvrir les pertes liées aux risques auxquels elle est exposée.
La notion de capital économique diffère de celle de capital réglementaire. Le capital réglementaire est défini de la même manière par le régulateur pour toutes les sociétés, et vise un objectif prudentiel. Le capital économique est quant à lui défini par la société elle-même afin de refléter l’environnement de risque dans lequel elle se situe, et vise l’optimisation du rendement en fonction de cet environnement de risque.
L’évaluation du capital économique est de fait intrinsèquement lié à un processus de cartographie et de mesure des risques. Le recours à des modèles internes pour intégrer la mesure des différents risques dans le calcul du capital économique est courant. 
Pour les sociétés d’assurance, si la norme Solvabilité II impose le calcul d’un capital réglementaire (Pilier I), elle encourage également la mise en place d’exercices d’évaluation du capital économique (Own Risk and Solvency Assessment, dit ORSA, au sein du Pilier II). Plus précisément, le capital économique est généralement déterminé en calculant la différence entre la valeur espérée des fonds propres dans une approche "market consistent" (MCEV) et la valeur la pire probable sous un intervalle de confiance donné (généralement 99,5 %).